# Kim Scott
Œuvres principales
- Benang

Kim Scott, né le 18 février 1957 à Perth, est un écrivain australien. Il est métis aborigène, du peuple noongar du côté paternel et d'origine européenne du côté maternel .

## Biographie
Kim Scott est enseignant de profession.

## Analyse de l'œuvre
Kim Scott est l'auteur de deux romans, d'un livre pour enfants, de plusieurs poèmes et histoires courtes, ainsi que d'une autobiographie familiale.
Son premier roman fut True Country, publié en 1993. Il s'agit d'un roman semi-autobiographique, retraçant les expériences de l'auteur en termes de « dislocation culturelle – le sentiment de n’appartenir pleinement ni à la culture aborigène, ni à la culture blanche, de ressentir la perte d’un héritage culturel et linguistique tout en comprenant les bénéfices d’une éducation blanche ». Le personnage principal, Billy, est à la recherche de son identité culturelle au sein d'une « communauté en désintégration ».
Le deuxième roman de Scott, Benang, remporta trois prix littéraires : le Western Australian Premiers Literary Award en 1999, le prix Miles Franklin en 2000 et le RAKA Kate Challis Award en 2001. Scott fut le premier auteur aborigène à obtenir le prix Miles Franklin. Le roman fut par la suite traduit en français, en chinois et en néerlandais. Il « interroge les politiques associationnistes d’A. O. Neville », le 'protecteur' officiel des Aborigènes qui avait joué un rôle crucial dans la politique des générations volées en Australie occidentale dans la première moitié du XXe siècle. Pour rédiger Benang, Scott effectua des recherches au sujet du passé de sa propre famille. Le terme benang signifie "qui vient du cœur".
Le roman est décrit par le journal The Hindu comme « une fusion imaginative de réalité, de fiction et de documentation d’archives, explorant en termes historiques et émotionnels l’histoire honteuse du traitement des Aborigènes australiens par les blancs, sans didactisme ni amertume, ni propagande morale. La lecture en est fascinante, de même que la mise en scène émouvante d’une oppression culturelle et de la résistance des Noongar ».
En 2005 paraît Kayang and Me, une histoire de sa famille et du peuple noongar, écrite en collaboration avec une 'ancienne' (elder) des Noongar, Hazel Brown.